# Sandra Le Poole
Sandra Le Poole, née le 20 octobre 1959 à Leyde, est une joueuse néerlandaise de hockey sur gazon.

## Biographie
Sandra Le Poole remporte aux Jeux olympiques d'été de 1984 à Los Angeles la médaille d'or avec l'équipe nationale.